# Herb Pedersen

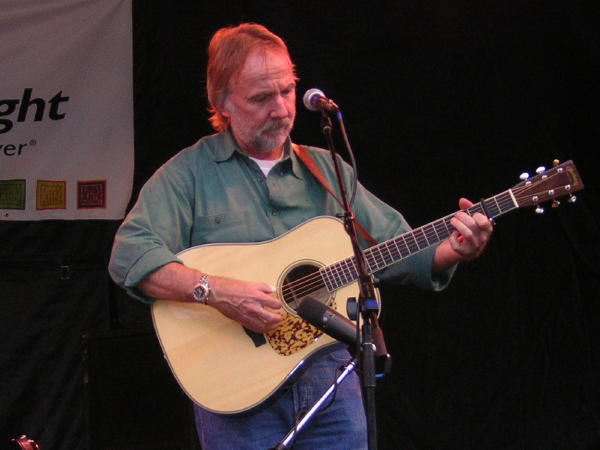
Herb Pedersen (2004)

Herb Pedersen (* 27. April 1944 in Berkeley) ist ein US-amerikanischer Country-Musiker, der seit Anfang der 1960er Jahre als Banjo-Spieler in der Bluegrass-Szene aktiv ist.

## Biografie
Herb Pedersen musizierte bereits als Jugendlicher gemeinsam mit späteren Stars wie Jerry García oder David Nelson. 1963 gründete er mit seinen Freunden Butch Waller und David Nelson die Pine Valley Boys. Die Gruppe wurde durch den Fiddler Richard Greene komplettiert und bestand bis 1966. Sie hatte zahllose Auftritte, allerdings wurden keine Schallplatten aufgenommen.
1966 schloss er sich dem betagten Bluegrass-Duo Vern & Ray an, das seit längerem einen Banjo-Spieler suchte. Die Zusammenarbeit erwies sich als derartig zufriedenstellend, dass man 1967 nach Nashville übersiedelte, ins kommerzielle Zentrum der Country-Musik. Die erhofften Erfolge blieben aber aus. Pedersen sprang für kurze Zeit für den erkrankten Bluegrass-Veteran Earl Scruggs ein und kehrte anschließend nach Los Angeles zurück. Dort ersetzt er Doug Dillard von den Dillards, der sich mit dem Ex-Byrd Gene Clark zusammengetan und die Gruppe Dillard & Clark Expedition gegründet hatte.
In den nächsten Jahren arbeitete er ausschließlich als Studiomusiker. Mit seinem 5-String-Banjo begleitete er unter anderem Emmylou Harris, Linda Ronstadt, Dan Fogelberg und Kris Kristofferson. In dieser Zeit lernte er den Mandolinen-Spieler Chris Hillman kennen, mit dem er über mehrere Jahrzehnte immer wieder zusammenarbeiten sollte. Sein erstes Solo-Album Southwest erschien 1976. Nach einem zweiten Album schloss er sich der Begleitband von John Denver an. 
In den 1980er Jahren komponierte Pedersen Musik für mehrere Fernsehserien. 1984 erschien sein drittes Solo-Album Lonesome Feeling. Ein Jahr später gründete er gemeinsam mit Hillman die Desert Rose Band. Die Gruppe bestand bis 1993 und veröffentlichte mehrere erfolgreiche Alben. Anschließend gründete er mit dem Desert-Rose-Bassisten Bill Bryson die Bluegrass-Formation Laurel Canyon Ramblers. Es folgten weitere Projekte mit Chris Hillman, aus denen mehrere Alben hervorgingen.

## Diskografie

### Alben
- 1976: Southwest
- 1977: Sandman
- 1984: Lonesome Feeling
- 1996: Bakersfield Bound (mit Chris Hillman)
- 1996: Way Out West (mit Chris Hillman)
- 2006: San Francisco 1968 (mit Vern & Ray)
- 2010: At Edwards Barn (mit Chris Hillman)

### Alben mit Beteiligung

#### Laurel Canyon Ramblers
- 1995: Rambler's Blues
- 1996: Blue Rambler 2
- 1998: Back On The Street Again

#### Desert Rose Band
- 1987: The Desert Rose Band
- 1988: Running
- 1990: Pages Of Life
- 1991: True Love
- 1993: Life Goes On

#### Rice, Rice, Hillman & Pedersen
- 1997: Out Of The Woodwork
- 1999: Rice, Rice, Hillman & Pedersen
- 2001: Running Wild